# Planet Festival
Planet Festival byl český multižánrový hudební festival, který se konal v nultých letech 21. století. Místem konání bylo s jednou výjimkou Letiště Tábor. Za dobu svého konání festival vystřídal několik názvů.

## Jednotlivé ročníky
| Datum                 | Název           | Místo                      | Účinkující                                                                                           |
| --------------------- | --------------- | -------------------------- | --- |
| 20. a 21. června 2003 | Go Planet Roxy  | Tábor (letiště Čápův Dvůr) | Asian Dub Foundation, Morcheeba, Moloko, DJ Lucca, Roe-Deer, Southpaw                                |
| 11. a 12. srpna 2006  | Love Planet     | Praha (Výstaviště Praha)   | Franz Ferdinand, Pet Shop Boys, Ministry, The Rasmus, Hooverphonic, IAMX                             |
| 13. a 14. června 2008 | Planet Festival | Tábor (letiště Čápův Dvůr) | Hadouken!, Beatsteaks, Bad Religion, Kosheen, Nemo, Front 242, Zion Train                            |
| 5. a 6. června 2009   | Planet Festival | Tábor (letiště Čápův Dvůr) | Klaxons, Pendulum, White Lies, Orbital, Peter Bjorn and John, The Boxer Rebellion, Baddies, NiceLand |

### 2008
Festival se vrátil na táborské letiště, opět velmi silným programem. První den se na pódiu objevili punkoví matadoři Bad Religion a jedna z nejlepších německých koncertních kapel – Beatsteaks. Dále pak Kosheen se zraněnou zpěvačkou Sian Evans a místní Sunshine. Druhý den patřil britské senzaci Hadouken!, jež přivezla i nové album Music for an Accelerated Culture. Dále vystoupil např. IAMX, Zion Train, Southpaw či Sunflower Caravan.
Tento ročník se na rozdíl od svého předchůdce obešel bez větších sponzorů. Na druhou stranu ho trápila nízká návštěvnost čítající přibližně 6 000 lidí, stejně tak jako mrazivé počasí.

### 2009
Čtvrtý ročník se uskutečnil ve dnech 5. a 6. června 2009. Deštěm zmáčené táborské letiště hostilo především hvězdy britské indie scény – Klaxons, White Lies, Baddies, velkolepý comeback přichystali Orbital.